# Mokohinau Islands
Die Mokohinau Islands sind eine kleine Inselgruppe vor der Nordostküste der Nordinsel von Neuseeland.

## Geographie
Die Inselgruppe befindet sich rund 25 km östlich der Hen and Chickens Islands und rund 42 km östlich des Festlandes. Great Barrier Island im Südosten ist 22 km, Te Hauturu-o-Toi / Little Barrier Island im Süden 18 km entfernt.
Die Inselgruppe, deren Inseln sich über eine Seefläche von rund 36 km² erstrecken, besteht von West nach Ost und von Nord nach Süd gelistet aus:
- Gropher Island (Tatapihi) – 2,95 ha,
- den Flax Islands, zu denen die Inseln
  - Atihau Island – 15,4 ha
  - Motupapa Island – 1,46 ha
  - Hokoromea Island – 10,45 ha
  - Bird Rock – 0,19 ha
  - Burgess Island (Pokohinu) – 51,6 ha
  - Lizard Isle – 1,24 ha
  - Sphinx Rocks – 0,67 ha
  - und viele verschiedene kleinere Inseln gehören – 6,46 ha, und
- Navire Rock – 0,19 ha
- Fanal Island (Motukino) – 74,9 ha sowie
- Maori Rocks – 2,0 ha.[3]

Die westlichste Insel Gropher Island befindet sich rund 3,7 km von der Inselgruppe von Flax Islands entfernt, wohingegen Fanal Island, als die größte Insel der Mokohinau Islands, 8,7 km südöstlich von Gropher Island liegt, aber in gleicher Distanz zu Mokohinau Islands. Die beiden Felseninseln Navire Rock und Maori Rocks liegen in etwa gleicher Distanz zu Fanal Island, aber in entgegengesetzter Richtung rund 1,5 km nach Südsüdwest und Nordnordost letzterer. Fanal Island ist mit einer maximalen Höhe von 136 m die höchste Insel der Inselgruppe.

## Schutzgebiete
Bis auf Burgess Island sind alle Inseln als Nature Reserve (Naturschutzgebiete) ausgewiesen und dürfen von der Öffentlichkeit nicht betreten werden. Sie werden vom Department of Conservation verwaltet. Lediglich ein Teil von Burges Island steht als Scenic Reserve (Landschaftsschutzgebiet) Besuchern zur Verfügung. Doch die Insel besitzt keine Wanderwege und keine Einrichtungen für Touristen. Der schutzbedürftige Teil der Insel untersteht dem Department of Conservation, der Rest dem Ministry of Transport.

## Flora und Fauna
Auf den Inseln der Mokohinau Islands leben Populationen von Dunklen Sturmtauchern, die in Neuseeland Sooty Shearwater oder auch Muttonbird genannt werden. Auch Skinke kommen auf der Insel vor.
Die Inselgruppe ist frei von eingeschleppten Ratten oder anderen artfremden Raubtieren.

## Leuchtturm
Auf Burgess Island befindet sich seit 1883 das 14 m hohe aus Ziegelsteinen gemauerte Mokohinau Islands Lighthouse, einer der Leuchttürme Neuseelands mit der größten Entfernung zu den Hauptinseln. Seit 1980 wird der Leuchtturm vollautomatisiert betrieben und benötigte seit dieser Zeit keinen Leuchtturmwärter mehr.